# マムカ・バフタゼ
マムカ・バフタゼ（グルジア語: მამუკა ბახტაძე、Mamuka Bakhtadze、1982年6月9日 - ）はジョージアの政治家。 同国首相、財務大臣を歴任。

## 略歴
1982年6月9日、旧ソ連グルジア・ソビエト社会主義共和国のトビリシにて出生。モスクワ大学修士課程を修了。
グルジア鉄道CEOや国際エネルギー公社(GIEC)の事務総長を務めた後、2017年11月13日から財務大臣。 2018年6月13日にギオルギ・クヴィリカシヴィリ首相が辞任し、翌14日に与党グルジアの夢＝民主グルジアの首相候補に選出された。6月20日に議会はクタイシでの臨時会合において、バフタゼを首班とする政府の閣僚人事案を賛成99票、反対6票で承認した。2019年9月2日、与えられた役割を果たしたとして首相辞任を表明、9月8日退任。